# Torre de Rigada
La Torre de Rigada es una construcción defensiva de la Edad Moderna ubicada en la localidad española de Anero en el municipio de Ribamontán al Monte, en Cantabria.

## Descripción
La Torre de Rigada es de mediados del siglo XVII y está ubicada en Anero, localidad perteneciente al municipio de Ribamontán al Monte, en Cantabria. Esta construcción se considera una torre exenta de patrimonio militar, aunque no tiene elementos propiamente defensivos. Es de propiedad desconocida.
En cuanto a su estructura cuenta con una planta cuadrada de 10 x 9,50 metros. Tiene cuatro alturas que se disponen en dos cuerpos superpuestos que están separados por molduras y vanos. La torre está rematada en la parte superior por una cornisa y una cubierta a cuatro aguas. El acceso a la torre se realiza por la fachada oeste, por un doble arco de medio punto por el que se accede a un porche que permite la entrada a esta torre. Está construida en sillería en su fachada sur y mampostería y sillares en sus esquinas y vanos.
Tiene un escudo del linaje con dos leones que está timbrado por un yelmo y dividido en dos partes iguales por una banda. En la parte izquierda superior tiene un castillo con almenas y en la parte inferior derecha tiene un grifo rampante.
En 2018, la asociación Hispania Nostra, que estudia el patrimonio en peligro de extinción, incluyó la Torre de Rigada en su lista roja, ya que la considera como una de las construcciones sometidas a riesgo de desaparición, destrucción o alteración esencial de sus valores. La torre se encuentra en estado de abandono.